# Лястовици
Лястовиците (Hirundo) са род дребни птици от семейство Лястовицови (Hirundinidae), разред Врабчоподобни (Passeriformes).

## Видове
Родът включва 15 живи и 2 изчезнали вида:
Род Лястовици
- Вид †Hirundo gracilis[2]
- Вид †Hirundo major[2]
- Вид Селска лястовица (Hirundo rustica)
- Вид Hirundo lucida
- Вид Анголска лястовица (Hirundo angolensis)
- Вид Тихоокеанска лястовица (Hirundo tahitica)
- Вид Hirundo domicola
- Вид Hirundo neoxena
- Вид Hirundo albigularis
- Вид Етиопска лястовица (Hirundo aethiopica)
- Вид Hirundo smithii
- Вид Синя лястовица (Hirundo atrocaerulea)
- Вид Hirundo nigrita
- Вид Hirundo leucosoma
- Вид Белоопашата лястовица (Hirundo megaensis)
- Вид Hirundo nigrorufa
- Вид Hirundo dimidiata

## Разпространение
На територията на България се среща само селската лястовица, която е защитена от закона.